# Zhenru
Zhenru (chiń. 真如站) – stacja metra w Szanghaju, na linii 11. Zlokalizowana jest pomiędzy stacjami Fengqiao Lu oraz Shanghai Xi Zhan. Została otwarta 31 grudnia 2009.